# Valentino Mazzola
Pour les articles homonymes, voir Mazzola (homonymie).
Valentino Mazzola est un footballeur italien né le 26 janvier 1919 à Cassano d'Adda (Italie) et mort le 4 mai 1949. Il effectue l'essentiel de sa carrière avec le Torino. Il joue milieu de terrain et remporte cinq titres de champion d'Italie.

## Biographie
À l'âge de dix ans, il sauve Andrea Bonomi d'une noyade dans l'Adda[réf. nécessaire].

### En club
Il fait ses débuts en Serie A en 1940 avec l'équipe de l'AC Venise. Il joue deux saisons avec ce club. Il y remporte une première Coupe d'Italie en 1941.
Il rejoint ensuite le Torino, équipe avec laquelle il remporte cinq titres de champion d'Italie, et une deuxième coupe d'Italie. Il est meilleur buteur de Serie Aen 1947, inscrivant 29 buts. Il inscrira 25 buts la saison suivante.
Lors de la saison 1946-1947, il réussit l'exploit d'inscrire quatre triplés : un triplé contre la Lazio Rome (victoire 5-1), puis un triplé contre Vicenza (victoire 6-0), ensuite un triplé face à l'Atalanta (victoire 5-3), et enfin un triplé contre le Genoa (victoire 6-0).
Son bilan en Serie A s'élève à 231 matchs joués, pour 109 buts marqués.

### En équipe nationale
Valentino Mazzola joue un total de 12 matches avec l'équipe d'Italie, inscrivant 4 buts. 
Il commence sa carrière internationale le 5 avril 1942, à l'occasion d'un match contre l'équipe de Croatie (victoire 4-0). Il inscrit son premier but en sélection le 19 avril 1942, contre l'Espagne (victoire 4-0).
Il inscrit son deuxième but le 1er décembre 1946, contre l'Autriche (victoire 3-2). Il marque son troisième but le 27 avril 1947 contre la Suisse (victoire 5-2). Son dernier but est inscrit le 27 février 1949 contre le Portugal (victoire 4-1).
Entre 1947 et 1949, il est capitaine de la sélection italienne à cinq reprises.

### Décès
Sa carrière est écourtée par un tragique accident d'avion qui provoque sa mort et celle d'une partie de son équipe le 4 mai 1949. 
Son fils aîné Sandro Mazzola fera aussi une brillante carrière de footballeur, remportant des titres nationaux et internationaux, alors que son fils cadet Ferruccio Mazzola deviendra aussi footballeur, rencontrant toutefois moins de succès que son frère et son père.

## Hommage
Le 7 mai 2015, en présence du président du Comité national olympique italien (CONI), Giovanni Malagò, a été inauguré  le Walk of Fame du sport italien dans le parc olympique du Foro Italico de Rome, le long de Viale delle Olimpiadi. 100 tuiles rapportent chronologiquement les noms des athlètes les plus représentatifs de l'histoire du sport italien. Sur chaque tuile figure le nom du sportif, le sport dans lequel il s'est distingué et le symbole du CONI. L'une de ces tuiles lui est dédiée .

## Clubs
| Saison                | Club                  | Championnat           | Championnat | Championnat | Coupe(s) nationale(s) | Coupe(s) nationale(s) | Total | Total |
| Saison                | Club                  | Division              | M.          | B.          | M.                    | B.                    | M.    | B.    |
| 1935-36               | GS Tresoldi           | SD                    | 30          | 40          | -                     | -                     | 30    | 40    |
| 1936-37               | GS Tresoldi           | PD                    | 30          | 44          | -                     | -                     | 30    | 44    |
| 1937-38               | GS Tresoldi           | PD                    | 30          | 50          | -                     | -                     | 30    | 50    |
| Sous-total            | Sous-total            | Sous-total            | 90          | 134         | -                     | -                     | 90    | 134   |
| 1938-39               | Alfa Roméo            | C                     | 30          | 30          | 0                     | 0                     | 30    | 30    |
| Sous-total            | Sous-total            | Sous-total            | 30          | 30          | -                     | -                     | 30    | 30    |
| 1939-40               | AFC Venise R.         | R                     | 12          | 10          | -                     | -                     | 12    | 10    |
| 1940                  | AFC Venise            | A                     | 6           | 1           | 1                     | 1                     | 7     | 2     |
| 1940-41               | AFC Venise            | A                     | 27          | 6           | 6                     | 3                     | 33    | 9     |
| 1941-42               | AFC Venise            | A                     | 28          | 5           | 4                     | 0                     | 32    | 5     |
| Sous-total            | Sous-total            | Sous-total            | 73          | 22          | 11                    | 4                     | 76    | 27    |
| 1942-43               | Torino FC             | A                     | 30          | 11          | 5                     | 5                     | 35    | 16    |
| 1943-44               | Torino FC             | DN                    | 25          | 21          | -                     | -                     | 25    | 21    |
| 1945-46               | Torino FC             | DN                    | 35          | 16          | -                     | -                     | 35    | 16    |
| 1946-47               | Torino FC             | A                     | 38          | 29          | -                     | -                     | 38    | 29    |
| 1947-48               | Torino FC             | A                     | 37          | 25          | -                     | -                     | 37    | 25    |
| 1948-49               | Torino FC             | A                     | 30          | 16          | -                     | -                     | 30    | 16    |
| Sous-total            | Sous-total            | Sous-total            | 195         | 118         | 5                     | 5                     | 200   | 123   |
| Total sur la carrière | Total sur la carrière | Total sur la carrière | 388         | 304         | 16                    | 9                     | 404   | 313   |

## Palmarès
- Champion d'Italie en 1943, 1946, 1947, 1948 et 1949 avec le Torino
- Vainqueur de la Coupe d'Italie en 1941 avec Venise
- Vainqueur de la Coupe d'Italie en 1943 avec le Torino